# 赫爾氏櫛鱗鰨
赫爾氏櫛鱗鰨為輻鰭魚綱鰈形目鰨亞目鰨科的其中一種，為熱帶海水魚，分布於東太平洋可可島與加拉巴哥群島海域，體長可達15公分，棲息在沙石底質底層水域，稀有，體色環境做變化，生活習性不明。